# لوئیجی تسی
لوئیجی تُسی (ایتالیایی: Luigi Tosi؛ زادهٔ ۱۵ ژوئیهٔ ۱۹۱۵ - ۲ مارس ۱۹۸۹) بازیگر اهل ایتالیا است.
از فیلم‌ها یا برنامه‌های تلویزیونی که وی در آن نقش داشته است، می‌توان به آتول کا، گوهرفروشان مهتاب، خودشه… آره! آره!، الهه عشق، عشاق لاتین، دن کامیلو و عالی‌جناب پپونه و شهر رنج اشاره کرد.